# Echinopsis candicans
Echinopsis candicans o manca caballo. Es  una especie de plantas en la familia Cactaceae. Es endémica de Argentina y crece en las provincias de La Rioja, San Juan, Mendoza, San Luis, Córdoba, La Pampa y Buenos Aires. Es una especie común que se ha extendido por todo el mundo.

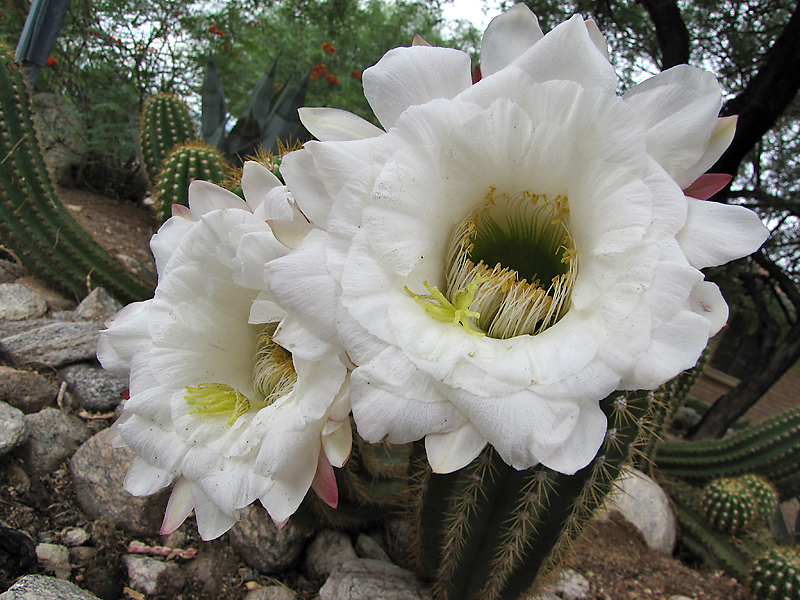
Detalle de la flor

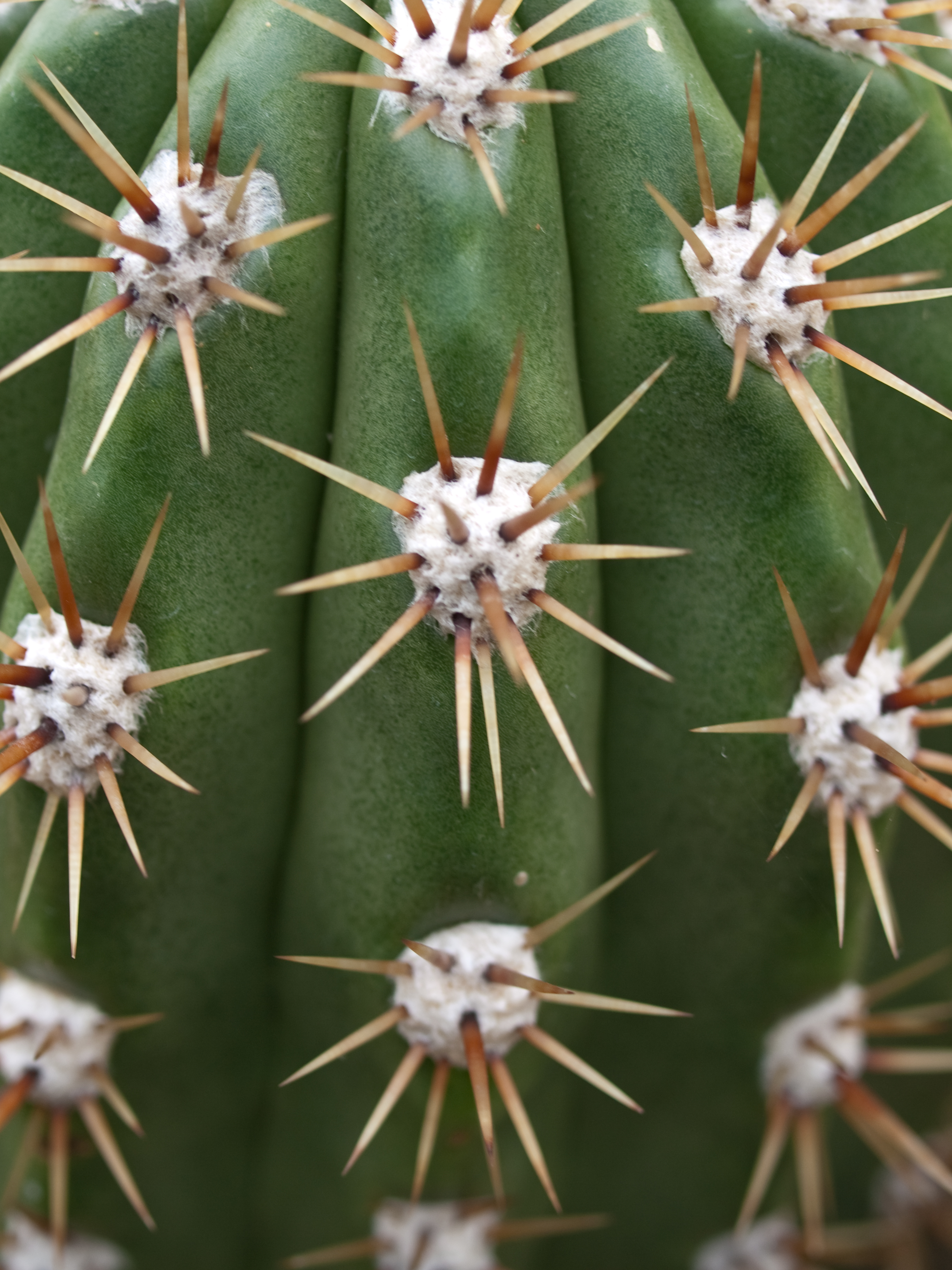
Detalle de las areolas

## Descripción
Echinopsis candicans tiene un hábito de crecimiento arbustivo, con tallos individuales de hasta 60 cm de altura. La planta en su conjunto puede alcanzar hasta 3 m  de ancho. Los tallos son de color verde claro, con un diámetro de hasta 14 cm  y tienen 9-11 costillas. Los grandes areolas son blancas y están separados por 2-3 cm  y producen espinas amarillas de color marrón, las espinas centrales miden hasta 10 cm  de largo, las espinas radiales solo  4 cm.
Las fragantes flores blancas se abren por la noche. Son grandes, de hasta 19 cm  de ancho y 18 a 23 cm de largo.

## Taxonomía
Echinopsis candicans fue descrita por (Gillies ex Salm-Dyck) D.R.Hunt y publicado en Bradleya 5: 92 (1987)
Etimología
Ver: Echinopsis
candicans epíteto latino que significa "que será blanco".
Sinonimia
- Cereus candicans
- Trichocereus candicans
- Trichocereus courantii
- Echinopsis courantii
- Trichocereus neolamprochlorus
- Trichocereus pseudocandicans
- Echinopsis pseudocandicans
- Cereus gladiatus Lem.
- Cereus montezumae Pfeiff.
- Cereus nitens Salm-Dyck ex Otto & Dietr.
- Echinocereus candicans (Gillies & Salm-Dyck) Lem.
- Echinocereus gladiatus (Lem.) J.N.Haage
- Trichocereus gladiatus (Lem.) Backeb.[5]

## Nombre común
- Español: Manca caballos[6]